# 東安里 (臺中市大安區)
東安里，舊稱「東勢尾」，前身「東安村」，位於臺灣臺中市大安區東南端，北接中，南臨大甲溪與清水區高北里相望，東為大甲區文曲里，西鄰南、南埔兩里。

## 歷史
東安里舊稱「東勢尾」，係因早期大安地區移民開墾，當地屬於開墾東界，故名。二戰後設村時，為避免大甲溪潰堤而發生水患，遂取東勢尾的「東」字加上平安的「安」字，改名「東安」。
日治時期，1901年，東安里屬大甲支廳十八庄區東勢尾庄。至1920年起，隸屬大安庄東勢尾大字。1945年，改名為「東安村」。2010年12月25日配合臺中縣市合併，臺中縣大安鄉東安村改制為臺中市大安區「東安里」。

## 地理
東安里位於大安區東南端，北接中，南臨大甲溪與清水區高北里相望，東為大甲區文曲里，西鄰南、南埔兩里。全里為大甲溪沖積扇平原的一部份，境內地勢低平，由東南向西北緩降。
東安里居民主要姓氏有林姓、黃姓。

## 政治

### 歷任首長
東安村村長（中華民國接管臺灣後初期）
| 任次 | 姓名   | 上任日期       | 卸任日期      | 備註 |
| ---- | ------ | -------------- | ------------- | ---- |
| 1    | 黃炎仲 | 1945年12月14日 | 1946年2月25日 |      |

東安村村長（民選）
| 任次 | 姓名   | 黨籍   | 上任日期       | 卸任日期       | 備註           |
| ---- | ------ | ------ | -------------- | -------------- | -------------- |
| 1    | 黃炎仲 |        | 1946年2月26日  | 1946年11月     | 當選鄉長，辭職 |
| 1    | 黃純   |        | 1946年12月10日 | 1948年3月25日  | 補選           |
| 2    | 朱秋攀 |        | 1948年3月26日  | 1950年9月30日  |                |
| 3    | 朱秋攀 |        | 1950年10月1日  | 1952年12月13日 |                |
| 4    | 朱秋攀 |        | 1952年12月14日 | 1955年4月16日  |                |
| 5    | 陳進水 |        | 1955年4月17日  | 1958年4月26日  |                |
| 6    | 陳進水 |        | 1958年4月27日  | 1961年4月22日  |                |
| 7    | 李清標 |        | 1961年4月23日  | 1965年5月1日   |                |
| 8    | 李清標 |        | 1965年5月2日   | 1969年5月31日  |                |
| 9    | 林竹根 |        | 1969年6月1日   | 1974年7月29日  |                |
| 10   | 黃龍德 |        | 1974年7月30日  | 1978年7月31日  |                |
| 11   | 黃龍德 |        | 1978年8月1日   | 1982年7月31日  |                |
| 12   | 陳久記 |        | 1982年8月1日   | 1986年7月31日  |                |
| 13   | 陳久記 |        | 1986年8月1日   | 1990年7月31日  |                |
| 14   | 林國隆 | 無黨籍 | 1990年8月1日   | 1994年7月31日  |                |
| 15   | 林國隆 | 無黨籍 | 1994年8月1日   | 1998年7月31日  |                |
| 16   | 黃朝居 | 無黨籍 | 1998年8月1日   | 2002年7月31日  |                |
| 17   | 黃為德 | 無黨籍 | 2002年8月1日   | 2006年7月31日  |                |
| 18   | 黃為德 | 無黨籍 | 2006年8月1日   | 2010年12月24日 |                |

東安里里長（民選）
| 任次 | 姓名   | 黨籍   | 上任日期       | 卸任日期       | 備註 |
| ---- | ------ | ------ | -------------- | -------------- | ---- |
| 1    | 黃為德 | 無黨籍 | 2010年12月25日 | 2014年12月24日 |      |
| 2    | 黃為德 | 無黨籍 | 2014年12月25日 | 2018年12月24日 |      |
| 3    | 黃為德 | 無黨籍 | 2018年12月25日 | 2022年12月24日 |      |
| 4    | 黃為德 | 無黨籍 | 2022年12月25日 |                | 現任 |

## 經濟
東安里的經濟產業主要為農業，農作物以水稻、青蔥、西瓜、落花生等為大宗，畜產方面則有毛豬、乳牛等。

## 文化
- 永安宮

## 教育
東安里境內並無任何國民中小學的設立。在學區劃分上，東安里全境皆屬於大安國中、大安國小的學區範圍。

## 交通

### 公車
臺中市市區公車行經東安里的路線有171路（大甲體育場至大安港）、699路（南埔至大甲體育場）等2條公車路線及黃12路（南庄至大甲車站）等1條小黃公車路線，提供當地居民搭乘及轉乘之用。

### 公路
- 中7線：中山南路
- 中18線：興安路
- 中19線：福東路、福東一路

### 公共自行車
- 臺中市公共自行車租賃系統
  - 東安休閒公園